# Буан-э-Фёр
Буа́н-э-Фёр (фр. Bouhans-et-Feurg) — коммуна во Франции, находится в регионе Франш-Конте. Департамент — Верхняя Сона. Входит в состав кантона Отре-ле-Гре. Округ коммуны — Везуль.
Код INSEE коммуны — 70080.

## География
Коммуна расположена приблизительно в 280 км к юго-востоку от Парижа, в 50 км северо-западнее Безансона, в 55 км к западу от Везуля.
По территории коммуны протекает небольшая река Суфруад (фр. Soufroide).

## Население
Население коммуны на 2010 год составляло 281 человек.
| 1962 | 1968 | 1975 | 1982 | 1990 | 1999 | 2010 |
| ---- | ---- | ---- | ---- | ---- | ---- | ---- |
| 254  | 294  | 283  | 242  | 245  | 239  | 281  |

## Администрация
| Период | Период | Фамилия        | Партия | Примечания |
| ------ | ------ | -------------- | ------ | ---------- |
| 2001   | 2008   | Альбер Граппен |        |            |
| 2008   | 2014   | Клод Деманжон  |        |            |

## Экономика

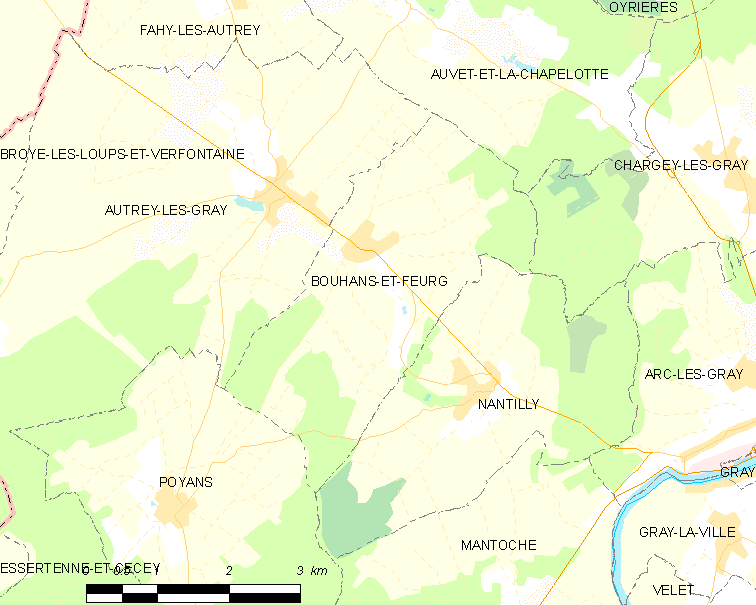
Карта коммуны

В 2010 году среди 173 человек трудоспособного возраста (15—64 лет) 124 были экономически активными, 49 — неактивными (показатель активности — 71,7 %, в 1999 году было 63,6 %). Из 124 активных жителей работали 115 человек (69 мужчин и 46 женщин), безработных было 9 (3 мужчины и 6 женщин). Среди 49 неактивных 17 человек были учениками или студентами, 15 — пенсионерами, 17 были неактивными по другим причинам.